# Cryptonanus
Cryptonanus és un gènere de marsupials de la família dels opòssums. Estudis recents duts a terme per Voss et al. han demostrat que les espècies del gènere Gracilinanus no formaven un grup monofilètic, de manera que n'han separat algunes espècies per formar el gènere Cryptonanus.